# Баккер, Ник
Ник Баккер (нидерл. Nick Bakker; родился 21 июля 1992 года, Гронинген, Нидерланды) — нидерландский футболист, игравший на позиции защитника.

## Карьера
Ник Баккер является воспитанником «Гронингена». За клуб дебютировал в матче против ПСВ. Из-за тяжелейшей травмы колена пропустил 2,5 года. Всего за «Гронинген» сыграл 6 матчей, где получил 2 жёлтые карточки.
1 июня 2016 года перешёл в «Эммен». За клуб дебютировал в матче против «Ден Босха». Свой первый гол забил в ворота «Алмере Сити». В матче против «Дордрехт» оформил дубль. 1 октября 2019 года разорвал крестообразную связку и выбыл до конца сезона. Из-за травмы подколенного сухожилия пропустил два матча. Всего за клуб сыграл 144 матча, где забил 10 мячей.
1 июля 2021 года остался без клуба. 6 сентября 2021 года подписал контракт с «Херенвеном». За клуб дебютировал в матче против «Аякса». Свой первый гол забил в ворота «Виллем II». Из-за неизвестного повреждения пропустил 6 матчей. Всего за клуб сыграл 21 матч, где забил 2 мяча.
1 июля 2022 года перешёл в «Аль-Араби» (Унайза), но уже 9 сентября покинул клуб.
Сыграл 1 матч за сборную Нидерландов до 20 лет против Ирландии.
В ноябре 2024 года объявил о завершении игровой карьеры.